# فرانسیسکو گارسیا گومز
فرانسیسکو گارسیا گومز (به انگلیسی: Francisco García Gómez؛ ۱۴ فوریهٔ ۱۹۳۸ – ۲۱ اوت ۲۰۲۴) بازیکن فوتبال اهل اسپانیا بود.
وی در تیم ملی فوتبال اسپانیا سابقهٔ بازی دارد.